# Orchamps-Vennes
Orchamps-Vennes és un municipi francès situat al departament del Doubs i a la regió de Borgonya - Franc Comtat. L'any 2007 tenia 1.801 habitants.

## Demografia

### Població
El 2007 la població de fet d'Orchamps-Vennes era de 1.801 persones. Hi havia 732 famílies de les quals 228 eren unipersonals (118 homes vivint sols i 110 dones vivint soles), 189 parelles sense fills, 252 parelles amb fills i 63 famílies monoparentals amb fills.
La població ha evolucionat segons el següent gràfic:
Habitants censats

### Habitatges
El 2007 hi havia 812 habitatges, 753 eren l'habitatge principal de la família, 28 eren segones residències i 32 estaven desocupats. 556 eren cases i 254 eren apartaments. Dels 753 habitatges principals, 495 estaven ocupats pels seus propietaris, 236 estaven llogats i ocupats pels llogaters i 22 estaven cedits a títol gratuït; 8 tenien una cambra, 58 en tenien dues, 113 en tenien tres, 135 en tenien quatre i 438 en tenien cinc o més. 641 habitatges disposaven pel capbaix d'una plaça de pàrquing. A 333 habitatges hi havia un automòbil i a 350 n'hi havia dos o més.

### Piràmide de població
La piràmide de població per edats i sexe el 2009 era:
| Homes | Edats   | Dones |
| ----- | ------- | ----- |
| 0     | 95 o +  | 4     |
| 4     | 90 a 94 | 0     |
| 0     | 85 a 89 | 20    |
| 4     | 80 a 84 | 0     |
| 28    | 75 a 79 | 44    |
| 24    | 70 a 74 | 32    |
| 40    | 65 a 69 | 24    |
| 20    | 60 a 64 | 32    |
| 24    | 55 a 59 | 28    |
| 64    | 50 a 54 | 48    |
| 48    | 45 a 49 | 44    |
| 52    | 40 a 44 | 36    |
| 88    | 35 a 39 | 60    |
| 84    | 30 a 34 | 116   |
| 56    | 25 a 29 | 44    |
| 36    | 20 a 24 | 28    |
| 48    | 15 a 19 | 40    |
| 68    | 10 a 14 | 52    |
| 76    | 5 a 9   | 52    |
| 48    | 0 a 4   | 48    |

## Economia
El 2007 la població en edat de treballar era de 1.195 persones, 957 eren actives i 238 eren inactives. De les 957 persones actives 916 estaven ocupades (520 homes i 396 dones) i 42 estaven aturades (14 homes i 28 dones). De les 238 persones inactives 101 estaven jubilades, 73 estaven estudiant i 64 estaven classificades com a «altres inactius».

### Ingressos
El 2009 a Orchamps-Vennes hi havia 744 unitats fiscals que integraven 1.838 persones, la mediana anual d'ingressos fiscals per persona era de 20.969,5 €.

### Activitats econòmiques
Dels 103 establiments que hi havia el 2007, 1 era d'una empresa extractiva, 5 d'empreses alimentàries, 8 d'empreses de fabricació d'altres productes industrials, 21 d'empreses de construcció, 19 d'empreses de comerç i reparació d'automòbils, 8 d'empreses de transport, 4 d'empreses d'hostatgeria i restauració, 6 d'empreses financeres, 9 d'empreses immobiliàries, 10 d'empreses de serveis, 8 d'entitats de l'administració pública i 4 d'empreses classificades com a «altres activitats de serveis».
Dels 32 establiments de servei als particulars que hi havia el 2009, 1 era una gendarmeria, 1 oficina de correu, 3 oficines bancàries, 3 tallers de reparació d'automòbils i de material agrícola, 5 paletes, 3 guixaires pintors, 4 fusteries, 2 lampisteries, 1 electricista, 2 empreses de construcció, 3 perruqueries, 1 veterinari, 2 restaurants i 1 saló de bellesa.
Dels 11 establiments comercials que hi havia el 2009, 1 era un hipermercat, 1 un supermercat, 1 una botiga de més de 120 m², 2 fleques, 1 una fleca, 1 una sabateria, 1 una botiga d'electrodomèstics, 2 drogueries i 1 una joieria.
L'any 2000 a Orchamps-Vennes hi havia 29 explotacions agrícoles que ocupaven un total de 1.475 hectàrees.

## Equipaments sanitaris i escolars
L'únic equipament sanitari que hi havia el 2009 era una farmàcia.
El 2009 hi havia 1 escola maternal i 2 escoles elementals. Orchamps-Vennes disposava d'un col·legi d'educació secundària amb 150 alumnes.

## Poblacions més properes
El següent diagrama mostra les poblacions més properes.